# Tarjeta Palladium

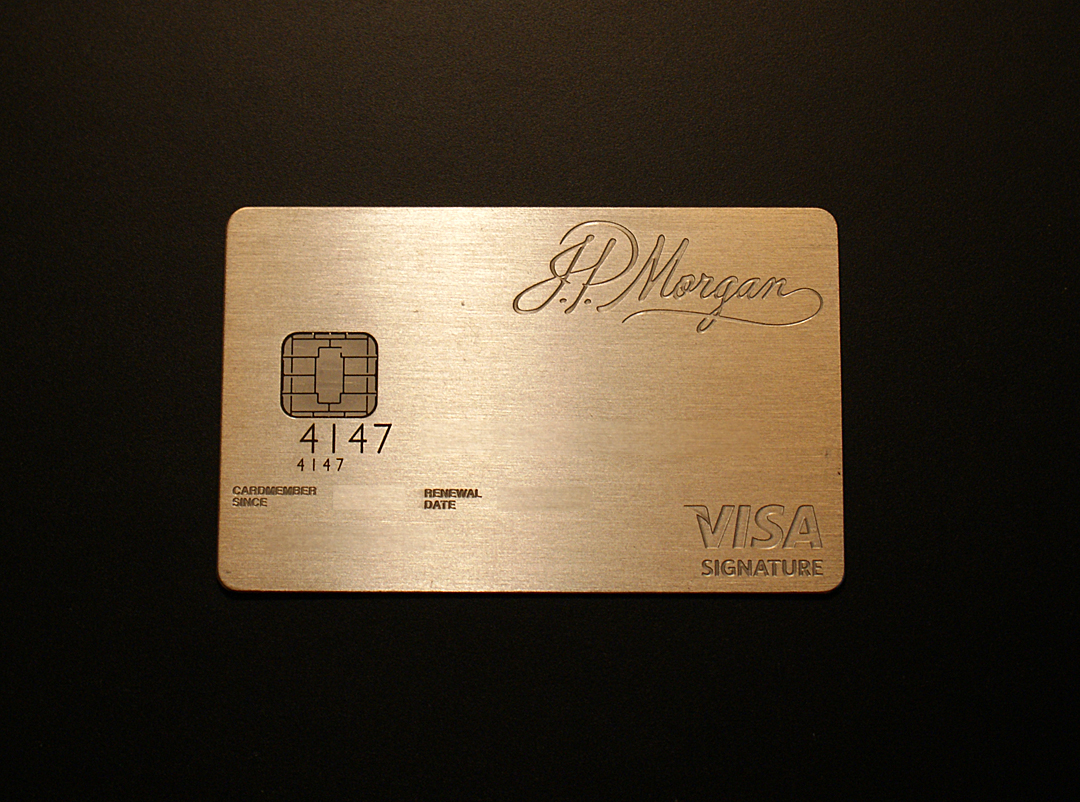
Una tarjeta J.P. Morgan Palladium con EMV.

La tarjeta Palladium es una tarjeta de crédito híbrida Visa extendida por JP Morgan Chase. La tarjeta en sí está hecha de los metales preciosos oro y paladio. La tarjeta pertenece al grupo exclusivo de tarjetas de crédito, como la Centurion Card.

## Historia
JP Morgan Chase introdujo la tarjeta Palladium en el año 2009 para atender a sus clientes de valor ultra alto. La tarjeta ha sido descrita como la tarjeta de crédito para el 1% del 1%. La mayoría de individuos de alto valor, que poseen la tarjeta, tienen invertidos aproximadamente $25 dólares  en el banco privado de JP Morgan Chase. La tarjeta Palladium es la primera tarjeta ultra premium estadounidense con un chip inteligente y está hecha de una significante cantidad de paladio y oro, dándole un valor de fabricación de aproximadamente $1,00

## Disponibilidad y cargos
La tarjeta solo es ofrecida a los clientes del banco privado de JP Morgan Chase, Banco de Inversiones, Servicios del Tesoro o el Commercial Bank.
Los portadores de la tarjeta deben pagar una cuota anual de $595,00 No existen cargos por cambio extranjero, pagos atrasados, adelantos en efectivo o sobregiros.
La tarjeta no tiene un límite de gastos establecido.